# Campionati europei di ciclismo su pista 2018 - Scratch femminile
La scratch femminile ai Campionati europei di ciclismo su pista 2018 si è svolta il 3 agosto 2018 presso la Commonwealth Arena and Sir Chris Hoy Velodrome di Glasgow, nel Regno Unito.

## Podio
| Pos.    | Atleta         | Nazionalità   |
| ------- | -------------- | ------------- |
| Oro     | Kirsten Wild   | Paesi Bassi   |
| Argento | Emily Kay      | Gran Bretagna |
| Bronzo  | Jolien D'Hoore | Belgio        |

## Risultati
40 giri (10 km)
| Posizione | Atleta            | Nazione       | Gap in giri |
| --------- | ----------------- | ------------- | ----------- |
| 1         | Kirsten Wild      | Paesi Bassi   |             |
| 2         | Emily Kay         | Gran Bretagna |             |
| 3         | Jolien D'Hoore    | Belgio        |             |
| 4         | Rachele Barbieri  | Italia        |             |
| 5         | Hanna Tserakh     | Bielorussia   |             |
| 6         | Trine Schmidt     | Danimarca     |             |
| 7         | Clara Copponi     | Francia       |             |
| 8         | Shannon McCurley  | Irlanda       |             |
| 9         | Alžbeta Bačíková  | Slovacchia    |             |
| 10        | Diana Klimova     | Russia        |             |
| 11        | Lisa Küllmer      | Germania      |             |
| 12        | Verena Eberhardt  | Austria       |             |
| 13        | Aline Seitz       | Svizzera      |             |
| 14        | Olivija Baleišytė | Lituania      |             |
| 15        | Anita Stenberg    | Norvegia      |             |
| 16        | Irene Usabiaga    | Spagna        |             |
| 17        | Maria Martins     | Portogallo    |             |
| 18        | Viktoriya Bondar  | Ucraina       |             |
| 19        | Lucja Pietrzak    | Polonia       |             |
| 20        | Ana Maria Covrig  | Romania       |             |
| 21        | Sara Ferrara      | Finlandia     |             |
| 22        | Jarmila Machačová | Rep. Ceca     |             |